# Бегунки
Бегунки (лат. Cursoriinae) — подсемейство птиц из семейства тиркушковых отряда ржанкообразных.
Похожи на куликов, у них достаточно длинный клюв (который иногда больше длины головы), относительно длинные ноги с короткими пальцами (заднего пальца нет), приспособленные для быстрого бега. При полёте ноги выдаются за край хвоста. Крылья относительно короткие и широкие, летают неохотно. Хвост короткий, обрезан прямо. Во время бега или ходьбы бегунки держат корпус почти вертикально.
Питаются насекомыми (двукрылыми, саранчовыми, жуками), мелкими позвоночными (ящерицами).

## Классификация
К подсемейству бегунков относят два рода:
- Настоящие бегунки (Cursorius)

 Коромандельский бегунок (Cursorius coromandelicus)
 Бегунок (Cursorius cursor)
 Cursorius rufus
 Cursorius somalensis
 Бегунок Темминка (Cursorius temminckii)
- Rhinoptilus

 Двухполосый бегунок (Rhinoptilus africanus)
 Бегунок Джердона (Rhinoptilus bitorquatus)
 Аметистовый бегунок (Rhinoptilus chalcopterus)
 Трёхполосый бегунок (Rhinoptilus cinctus)
Крокодилов сторож или египетский бегунок (Pluvianus aegyptius) выделен в отдельное семейство Pluvianidae, а австралийский бегунок (Peltohyas australis) выделен в отдельный род и отнесён к семейству ржанковых (Charadriidae).